# شعبانلو (غرمي)
شعبانلو (بالإنجليزية: Shabanlu, Germi)‏ هي منطقة سكنية تقع في مقاطعة غرمي في إيران. يقدر عدد سكانها بـ 49 نسمة بحسب إحصاء 2016.